# Stefan-Andres-Preis
Der Stefan-Andres-Preis der Stadt Schweich für Literatur deutscher Sprache ist eine Auszeichnung, die – mit Ausnahmen – alle drei Jahre verliehen wird; sie ist mit 5000 Euro dotiert (Stand 2017).
Frau Dorothee Andres, die Witwe des verstorbenen Dichters Stefan Andres, ist Initiatorin des Stefan-Andres-Preises.
Die Stefan-Andres-Gesellschaft wurde 1979 in Schweich an der Mosel gegründet und hat ihren Sitz seit 1983 im mittelalterlichen, restaurierten Kulturzentrum Niederprümer Hof. Sie zählt nahezu 500 Mitglieder in 14 Staaten West- und Osteuropas, in Kanada, den USA, Mexiko, in Moskau und Peking. Im Ausland sind es meist Literaturwissenschaftler oder Germanisten, Publizisten oder Journalisten, im Inland Professoren, Lehrer, Studenten und Schüler.

## Preisträger
- 1986: Alfred Gulden (Saarlouis)
- 1989: Christoph Hein (Berlin-Ost)
- 1992: Barbara Honigmann (Straßburg)
- 1995: Matthias Mander (Gerasdorf bei Wien, Österreich)
- 1998: Johannes Kühn (Tholey-Hasborn)
- 2001: Peter Stephan Jungk (Paris)
- 2004: Arnold Stadler (Messkirch/Bodensee)
- 2007: Thomas Hürlimann (Willerzell [Einsiedeln] und Berlin)
- 2010: Katharina Hacker (Berlin)
- 2014: Hanns-Josef Ortheil (Stuttgart)
- 2016: Ralf Rothmann (Berlin) – als Sonderpreis zum 110. Geburtstag von Stefan Andres
- 2017: Gila Lustiger (Paris)[1]
- 2020: Norbert Scheuer[2]
- 2023: Emil Angel